# Alice Roberts

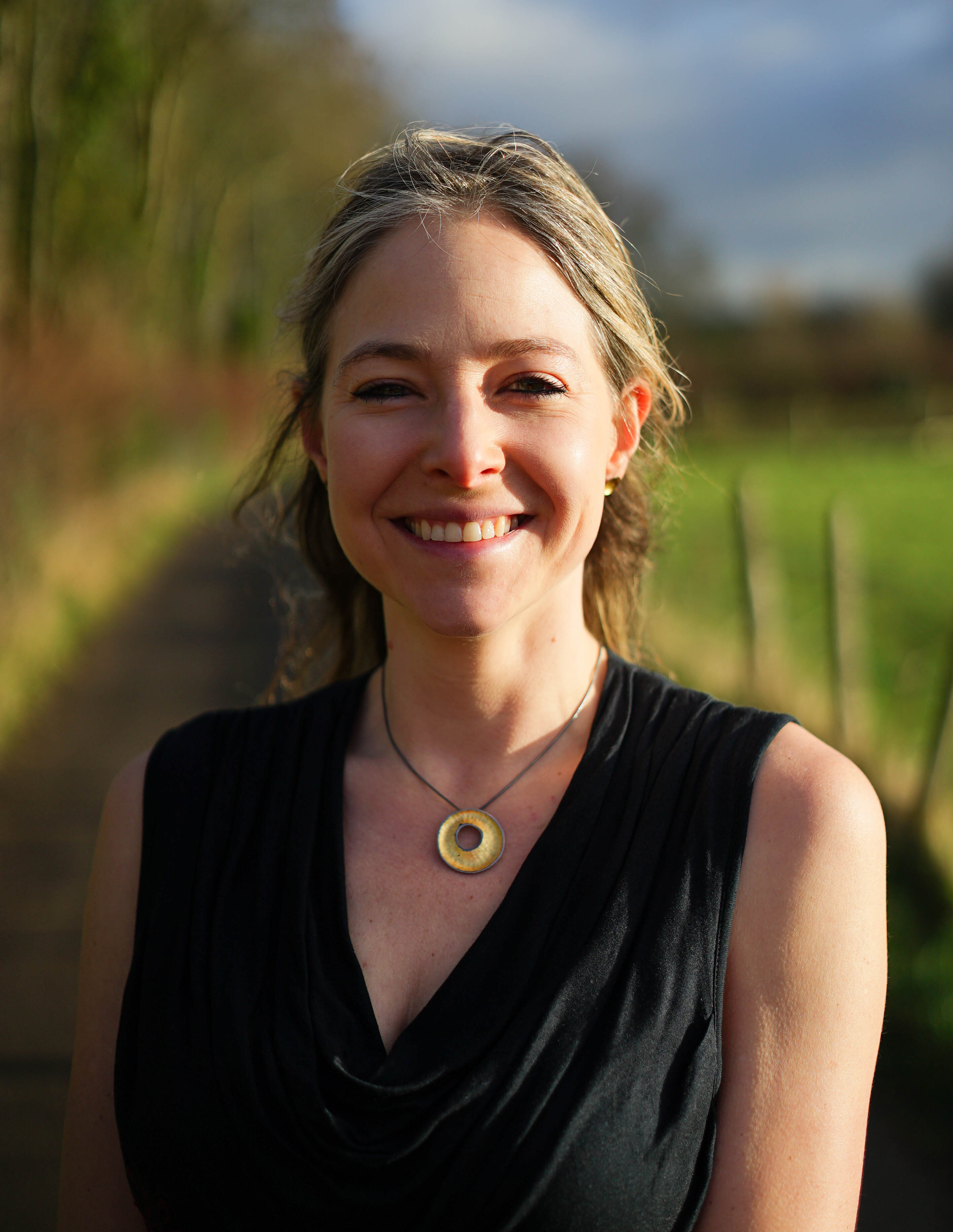
Alice Roberts (2016)

Alice May Roberts (* 19. Mai 1973 in Bristol) ist eine englische Anatomin, Anthropologin, Paläopathologin, Autorin und Fernsehmoderatorin. Sie arbeitet seit 2009 als Professorin für Public Engagement in Science an der Universität Birmingham.

## Ausbildung und wissenschaftliche Karriere
Roberts wurde 1973 in Bristol geboren, wo ihr Großvater Bürgermeister war, und besuchte dort die Mädchenschule Red Maid’s School im Stadtteil Westbury-on-Trym. Nach dem Schulabschluss studierte sie Medizin mit dem Nebenschwerpunkt Anatomie an der Universität Cardiff und erhielt dort 1997 ihren Abschluss. Anschließend arbeitete sie in South Wales für den National Health Service als Ärztin mit dem Ziel, Chirurgin zu werden. Sie entschied sich nach 18 Monaten allerdings für einen anderen Karriereweg und wechselte als Tutorin für Anatomie an die Universität Bristol, als dort eine Stelle frei wurde. 1999 wurde sie dort Dozentin für Anatomie, Embryologie und biologische Anthropologie und betrieb Forschungsarbeit in den Bereichen Osteologie und Paläopathologie (Teilgebiete der biologischen Anthropologie). In den nächsten sieben Jahren schrieb sie zudem parallel an ihrer Doktorarbeit im Bereich der Paläopathologie. Sie erlangte ihren Doktorgrad im Jahr 2008. Ihr nächstes Ziel ist der Professorentitel in Anatomie.
Zwischen August 2009 und Januar 2012 arbeitete Roberts als Visiting Fellow in den Abteilungen Archäologie, Anthropologie und Anatomie in Bristol, bevor sie im Februar 2012 eine neue Stelle an der Universität Birmingham als erste Professorin für Public Engagement in Science annahm. Außerdem ist sie Leiterin der Anatomie für die Severn Deanery Postgraduate School of Surgery des National Health Service und Forschungsstipendiat der Hull York Medical School.

## Karriere im Fernsehen
Alice Roberts Karriere als Fernsehexpertin kam eher zufällig zustande. Während ihrer Arbeit in der Anatomieabteilung von Bristol traten die Produzenten der archäologischen Dokureihe Time Team, die teils in der Stadt gedreht wurde, an sie heran und baten sie, Expertenberichte zu den von ihnen ausgegrabenen Knochen zu schreiben. 2001 trat sie in Time Team Live als Knochenexpertin erstmals auch vor der Kamera auf, und die BBC bot ihr daraufhin einen festen Platz als Moderatorin in ihrer Serie Coast an, in der sie seitdem mehr als 40 Auftritte hatte. 2007 schrieb und moderierte sie eine BBC-2-Serie mit dem Titel Dr. Alice Roberts: Don't Die Young und 2009 eine Dokumentation über die menschliche Evolution mit dem Namen The Incredible Human Journey. In den folgenden Jahren trat sie u. a. in der Archäologieserie Digging for Britain auf, die britische Archäologen bei der alltäglichen Arbeit zeigt, und in der Serie Origins of Us, die den menschlichen Anpassungsprozess über sieben Millionen Jahre Evolution erläutert. 2012 war sie in der BBC-Serie Prehistoric Autopsy zu sehen, die sich mit Überresten früher Hominiden wie Neandertaler, Homo erectus und Australopithecus afarensis beschäftigt.  Im Mai und Juni 2013 präsentierte sie die Dokureihe Ice Age Giants, in der sie verschiedene ausgestorbene Riesentierarten der Eiszeit vorstellte, darunter Woolly Mammoth – Secrets of the Ice über das Wollhaarmammut. Im Juli desselben Jahres folgte im Rahmen der BBC-Reihe „horizon“ die Wissenschaftsdoku Der Mensch – Wunderwerk der Natur (engl. Originaltitel: What makes us human?) in der sie auch ihre eigene Schwangerschaft in den Rahmen wissenschaftlicher Perspektiven stellte.

## Privatleben
Alice Roberts ist seit 2000 mit dem Archäologen David Stevens verheiratet. Das Paar hat eine Tochter (* 2009) und einen Sohn (* 2013). Sie unterstützt die Wohlfahrtsorganisationen 4Ethiopia, British Heart Foundation, Sustrans und The Monkey Sanctuary Trust.

## Publikationen
- Buried: An Alternative History of the First Millennium in Britain Simon & Schuster 2022
- Spiel des Lebens: Wie der Mensch die Natur und sich selbst zähmte. Konrad Theiss Verlag, Darmstadt 2019, ISBN 978-3-8062-3883-9 (Englischer Originaltitel: Tamed: Ten Species that Changed our World Hutchinson Books 2017)
- Die Anfänge der Menschheit: Vom aufrechten Gang bis zu den frühen Hochkulturen. Dorling Kindersley-Verlag, München 2012, ISBN 978-3-8310-2223-6 (Englischer Originaltitel: Evolution: The Human Story Dorling Kindersley 2011)
- Anatomie und Physiologie: Die Bild-Enzyklopädie. Dorling Kindersley-Verlag, München 2011, ISBN 3-8310-1970-3 (Original: The Complete Human Body Dorling Kindersley 2010, ISBN 1-4053-4749-X)
- The Incredible Human Journey. Bloomsbury Publishing plc, 2009, ISBN 0-7475-9839-8
- Don't Die Young: An Anatomist's Guide to Your Organs and Your Health. Bloomsbury Publishing plc, London 2007, ISBN 0-7475-9025-7
- Kate Robson-Brown, Alice M. Roberts (Hrsg.): BABAO 2004: proceedings of the 6th Annual Conference of the British Association for Biological Anthropology and Osteoarchaeology University of Bristol. British Archaeological Reports. Oxford, England 2007: Archaeopress. ISBN 978-1-4073-0035-1